# Большесолдатский район
Большесолда́тский район — административно-территориальная единица (район) и муниципальное образование (муниципальный район) в Курской области России.
Административный центр — село Большое Солдатское.

## География и климат
Район расположен в юго-западной части Курской области. Площадь 780 км², что составляет 2,7 % области. Район граничит на севере с Льговским и Курчатовским, на востоке — с Октябрьским, Медвенским и Обоянским, на юге — с Беловским и на западе — с Суджанским районами Курской области.
Основная река — Суджа.
Находится в поясе умеренно континентального климата с тёплым летом и относительно тёплой зимой. Почвы в основном чернозёмные тяжело-суглинистого грануметрического состава.

## История
Район образован в 1928 году в составе Льговского округа Центрально-Чернозёмной области. В 1934 году вошёл в состав вновь образованной Курской области. В 1963 году район был упразднён, восстановлен в современных границах 23 марта 1977 года.
В ходе вторжения России в Украину в связи с боевыми действиями в Курской области 13 августа 2024 года была объявлена эвакуация населения района.

## Население
| 2002    | 2004    | 2007    | 2009    | 2010    | 2011    | 2012    | 2013    | 2014    |
| ------- | ------- | ------- | ------- | ------- | ------- | ------- | ------- | ------- |
| 14 636  | ↘14 300 | ↘13 289 | ↘13 027 | ↘12 678 | ↘12 592 | ↘12 320 | ↘12 091 | ↘11 846 |
| 2015    | 2016    | 2017    | 2018    | 2019    | 2020    | 2021    |         |         |
| ↘11 517 | ↘11 280 | ↘11 236 | ↘10 998 | ↘10 741 | ↘10 540 | ↗10 599 |         |         |

### Национальный состав
По итогам переписи населения 2020 года проживали следующие национальности (национальности менее 0,1 % и другое, см. в сноске к строке «Другие»):
| Национальность | Численность, чел. | Доля     |
| -------------- | ----------------- | -------- |
| Русские        | 10 313            | 97,30 %  |
| Азербайджанцы  | 42                | 0,40 %   |
| Украинцы       | 41                | 0,39 %   |
| Армяне         | 34                | 0,32 %   |
| Езиды          | 16                | 0,15 %   |
| Другие         | 153               | 1,44 %   |
| Итого          | 10 599            | 100,00 % |

## Административное деление
Большесолдатский район как административно-территориальная единица включает 12 сельсоветов.
В рамках организации местного самоуправления в муниципальный район входят 7 муниципальных образований со статусом сельского поселения:
| № | Муниципальное образование  | Административный центр  | Количество населённых пунктов | Население (чел.) | Площадь (км²) |
| - | -------------------------- | ----------------------- | ----------------------------- | ---------------- | ------------- |
| 1 | Большесолдатский сельсовет | село Большое Солдатское | 15                            | ↗3989            | 173,81        |
| 2 | Волоконский сельсовет      | село Волоконск          | 14                            | ↘1073            | 138,44        |
| 3 | Любимовский сельсовет      | село Любимовка          | 11                            | ↘1915            | 97,17         |
| 4 | Любостанский сельсовет     | село Любостань          | 8                             | ↘1040            | 141,38        |
| 5 | Нижнегридинский сельсовет  | деревня Нижнее Гридино  | 7                             | ↗813             | 108,07        |
| 6 | Саморядовский сельсовет    | деревня Саморядово      | 4                             | ↗1118            | 90,07         |
| 7 | Сторожевский сельсовет     | село Сторожевое         | 5                             | ↘785             | 61,65         |

В ходе муниципальной реформы 2006 года в составе новообразованного муниципального района законом Курской области от 21 октября 2004 года в границах сельсоветов были созданы 12 муниципальных образований со статусом сельского поселения.
Законом Курской области от 26 апреля 2010 года был упразднён ряд сельских поселений: Извековский сельсовет (включён в Нижнегридинский сельсовет); Борщенский сельсовет  (включён в Волоконский сельсовет); Скороднянский сельсовет (включён в Любостанский сельсовет); Розгребельский и Ржавский сельсоветы  (включены в  Большесолдатский сельсовет). Соответствующие сельсоветы как административно-территориальные единицы упразднены не были.

## Населённые пункты
В Большесолдатском районе 64 населённых пункта (все — сельские).
| №  | Населённый пункт   | Тип     | Население | Муниципальное образование  |
| -- | ------------------ | ------- | --------- | -------------------------- |
| 1  | Андреевский        | посёлок | ↘0        | Любостанский сельсовет     |
| 2  | Бердин             | хутор   | ↗140      | Большесолдатский сельсовет |
| 3  | Бирюковка          | деревня | ↘408      | Саморядовский сельсовет    |
| 4  | Большое Солдатское | село    | ↘2681     | Большесолдатский сельсовет |
| 5  | Большой Каменец    | деревня | ↘66       | Любостанский сельсовет     |
| 6  | Борщень            | село    | ↘504      | Волоконский сельсовет      |
| 7  | Бочанка            | деревня | ↘124      | Большесолдатский сельсовет |
| 8  | Будище             | деревня | ↘287      | Саморядовский сельсовет    |
| 9  | Верхнее Гридино    | село    | ↘42       | Нижнегридинский сельсовет  |
| 10 | Весёлый            | посёлок | ↘24       | Любостанский сельсовет     |
| 11 | Волоконск          | село    | ↘242      | Волоконский сельсовет      |
| 12 | Выдрин             | посёлок | ↘1        | Любостанский сельсовет     |
| 13 | Дальняя Гатка      | посёлок | ↘42       | Волоконский сельсовет      |
| 14 | Доброхимовка       | деревня | ↘96       | Волоконский сельсовет      |
| 15 | Долгий             | посёлок | ↘136      | Любимовский сельсовет      |
| 16 | Дубрава            | деревня | ↘91       | Сторожевский сельсовет     |
| 17 | Ефросимовка        | село    | ↘65       | Любимовский сельсовет      |
| 18 | Житень             | село    | ↘50       | Нижнегридинский сельсовет  |
| 19 | Заломное           | село    | ↘31       | Сторожевский сельсовет     |
| 20 | Извеково           | деревня | ↘49       | Нижнегридинский сельсовет  |
| 21 | Исаевский          | посёлок | ↘31       | Нижнегридинский сельсовет  |
| 22 | Козыревка          | село    | ↘252      | Саморядовский сельсовет    |
| 23 | Красная Горка      | село    | ↘17       | Любимовский сельсовет      |
| 24 | Красный Клин       | деревня | ↘63       | Большесолдатский сельсовет |
| 25 | Кукуй              | посёлок | ↘64       | Большесолдатский сельсовет |
| 26 | Левшино            | деревня | ↘49       | Любостанский сельсовет     |
| 27 | Леоновка           | деревня | ↘266      | Любостанский сельсовет     |
| 28 | Любимовка          | село    | ↘1351     | Любимовский сельсовет      |
| 29 | Любостань          | село    | ↘601      | Любостанский сельсовет     |
| 30 | Малый Каменец      | деревня | ↘445      | Сторожевский сельсовет     |
| 31 | Масловка           | деревня | ↘11       | Любимовский сельсовет      |
| 32 | Махов Колодезь     | село    | ↘194      | Большесолдатский сельсовет |
| 33 | Нелидовка          | деревня | ↘57       | Волоконский сельсовет      |
| 34 | Немча              | село    | ↘220      | Нижнегридинский сельсовет  |
| 35 | Нечаев             | посёлок | ↘6        | Большесолдатский сельсовет |
| 36 | Нижнее Гридино     | деревня | ↘501      | Нижнегридинский сельсовет  |
| 37 | Нижняя Паровая     | деревня | ↘12       | Большесолдатский сельсовет |
| 38 | Новосотницкий      | посёлок | ↘254      | Большесолдатский сельсовет |
| 39 | Обуховка           | деревня | ↗31       | Волоконский сельсовет      |
| 40 | Ольшанка           | посёлок | ↘4        | Волоконский сельсовет      |
| 41 | Первомайская       | деревня | ↘120      | Большесолдатский сельсовет |
| 42 | Радутина           | деревня | ↘55       | Волоконский сельсовет      |
| 43 | Раково             | деревня | ↗65       | Волоконский сельсовет      |
| 44 | Растворово         | деревня | ↘72       | Большесолдатский сельсовет |
| 45 | Ржава              | деревня | ↘132      | Большесолдатский сельсовет |
| 46 | Розгребли          | село    | ↘263      | Большесолдатский сельсовет |
| 47 | Саморядово         | деревня | ↘309      | Саморядовский сельсовет    |
| 48 | Скородное          | село    | ↘476      | Любостанский сельсовет     |
| 49 | Спасская           | деревня | ↘53       | Волоконский сельсовет      |
| 50 | Сторожевое         | село    | ↘333      | Сторожевский сельсовет     |
| 51 | Сула               | село    | ↘104      | Нижнегридинский сельсовет  |
| 52 | Толмачевка         | деревня | ↘4        | Любимовский сельсовет      |
| 53 | Хитровка           | деревня | ↘13       | Любимовский сельсовет      |
| 54 | Чубаровка          | деревня | ↗72       | Волоконский сельсовет      |
| 55 | Шагарово           | деревня | ↘1        | Волоконский сельсовет      |
| 56 | Шелеповка          | деревня | ↘136      | Сторожевский сельсовет     |
| 57 | Ширково            | деревня | ↘21       | Волоконский сельсовет      |
| 58 | Ширковский         | посёлок | 176       | Волоконский сельсовет      |
| 59 | Щербачевка         | деревня | ↘103      | Большесолдатский сельсовет |
| 60 | Ямская Степь       | посёлок | ↘9        | Большесолдатский сельсовет |
| 61 | 1-е Мальцево       | деревня | ↘147      | Любимовский сельсовет      |
| 62 | 1-я Косторная      | деревня | ↘306      | Любимовский сельсовет      |
| 63 | 2-е Мальцево       | деревня | ↘177      | Любимовский сельсовет      |
| 64 | 2-я Косторная      | деревня | ↘23       | Любимовский сельсовет      |

## Транспорт
Через район проходят автодорога республиканского значения Р200 Курск—Сумы и дороги местного значения. Действуют автобусные маршруты по трём направлениям: Большое Солдатское—Розгребли, Большое Солдатское—Саморядово, Большое Солдатское—Малый Каменец.

## Культура
- Район-побратим Большесолдатского района — Великобагачанский район Полтавской области Украины[25]

## Достопримечательности
1. в селе 2-е Мальцево — церковь Великомученика Дмитрия Солунского (1864) и усадебный дом помещиков Медведевых конца XIX века[26];
2. в деревне Ржава — и церковь святителя Николая Чудотворца (1899)[26];
3. в селе Любимовка — музей истории села и сахарного завода «Коллективист»[26].